# 256 Walpurga
256 Walpurga је астероид главног астероидног појаса са пречником од приближно 63,34 km.
Афел астероида је на удаљености од 3,208 астрономских јединица (АЈ) од Сунца, а перихел на 2,790 АЈ.
Ексцентрицитет орбите износи 0,069, инклинација (нагиб) орбите у односу на раван еклиптике 13,309 степени, а орбитални период износи 1897,597 дана (5,195 година).
Апсолутна магнитуда астероида је 9,80 а геометријски албедо 0,053.
Астероид је откривен 3. априла 1886. године.